# 勝田台病院
医療法人思誠会勝田台病院（いりょうほうじんしせいかい　かつただいびょういん）は、千葉県八千代市勝田にある病院である。

## 診療科目
- 内科
- 循環器科
- 消化器科
- 呼吸器科
- 外科
- 脳神経外科
- 整形外科
- 形成外科
- 専門外来(糖尿病・乳腺・禁煙)
- 泌尿器科
- 皮膚科
- リハビリテーション科
- 人間ドック・脳ドック（日帰り・一泊二日コース）

## 病床数
病床数 148床

## 交通アクセス
- 京成本線勝田台駅徒歩15分
- 東葉高速線東葉勝田台駅徒歩15分